# 禹帝宮
禹帝宮位於四川省宜賓市屏山縣城關鎮，文物遺址年代判定為清。1991年4月16日公佈為四川省第三批文物保護單位。